# 383 př. n. l.

## Hlavy států
- Perská říše – Artaxerxés II.  (404 – 359 př. n. l.)
- Egypt – Hakor  (393 – 380 př. n. l.)
- Bosporská říše – Leukon  (389 – 349 př. n. l.)
- Sparta – Agésipolis I.  (395 – 380 př. n. l.) a Agésiláos II.  (399 – 360 př. n. l.)
- Athény – Dietrephes  (384 – 383 př. n. l.) » Phanostratus  (383 – 382 př. n. l.)
- Makedonie – Amyntás III.  (392 – 370 př. n. l.)
- Epirus – Alcetas I.  (390 – 370 př. n. l.)
- Odryská Thrácie – Cotys I.  (384 – 359 př. n. l.)
- Římská republika – tribunové L. Valerius Potitus Poplicola, Aulus Manlius Capitolinus, Ser. Sulpicius Rufus, L. Lucretius Tricipitinus Flavus, L. Aemilius Mamercinus a M. Trebonius  (383 př. n. l.)
- Syrakusy – Dionysius I.  (405 – 367 př. n. l.)
- Kartágo – Mago II.  (396 – 375 př. n. l.)